# Kurt Röpke
Kurt Reinhard Wilhelm Röpke (* 29. November 1896 in Solingen; † 21. Juli 1966 in Göttingen) war ein deutscher General der Infanterie im Zweiten Weltkrieg.

## Leben
Kurt Röpke war ein Sohn des späteren Professors Dr. med. Friedrich Röpke (1864–1934), welcher seit 1893 in Solingen als HNO-Arzt praktizierte.
Kurt Röpke trat Ende April 1914 als Fahnenjunker in die Preußische Armee ein. Er diente 1914 als Leutnant ohne Patent (Patent zu Ende Februar 1915) im Infanterie-Regiment „Herzog Ferdinand von Braunschweig“ (8. Westfälisches) Nr. 57 und nahm mit diesem Regiment am Ersten Weltkrieg teil. Für sein Wirken erhielt er beide Klassen des Eisernen Kreuzes und das Verwundetenabzeichen in Schwarz.
Nach dem Krieg wurde er in die Reichswehr übernommen und diente in verschiedenen Einheiten, u. a. 1928 als Oberleutnant im 17. Infanterie-Regiment. 1929 zu seiner Hochzeit war er Hauptmann.
Anfang April 1938 wurde er zum Oberstleutnant befördert. Von Mitte November 1938 bis Ende August 1939 war er Bataillonskommandeur beim Infanterie-Regiment 67 in Berlin-Spandau. Anschließend war er bis Oktober 1939 Bataillonskommandeur beim neu aufgestellten Infanterie-Regiment 203 bei der 76. Infanterie-Division. Das Regiment war durch sein ehemaliges Regiment aufgestellt worden. Drei Monate später wurde er Lehrer an der Infanterieschule Döberitz. Im August 1940 wurde er Kommandeur des Infanterie-Regiments 50 bei der 111. Infanterie-Division. Mit dem Regiment nahm er am Angriff auf Russland teil. Anfang September 1942 wechselte er erneut an die Infanterie-Schule und erhielt am 9. Oktober 1942 das Deutsche Kreuz in Gold. Die 320. Infanterie-Division beim XI. Armeekorps führte er im Rang eines Obersts (Beförderung Anfang April 1941) anschließend als Kommandeur vom 26. Mai 1943 bis 20. August 1943. Anfang August 1943 erfolgte seine Beförderung zum Generalmajor. Anschließend war er bis 10. Juli 1944 Kommandeur der 46. Infanterie-Division und wurde am  17. November 1943 mit dem Ritterkreuz des Eisernen Kreuzes ausgezeichnet.
Anfang Februar 1944 war er zum Generalleutnant befördert worden. Es folgte seine Versetzung in die Führerreserve. Ab Anfang September 1944 leitete Kurt Röpke bis zur Kapitulation als Kommandierender General das XXIX. Armeekorps erst bei der 8. Armee. Mitte Oktober 1944 folgte die Beförderung zum General der Infanterie (Patent zu Anfang Dezember 1944). Anfang 1945 nahm er mit dem Armeekorps an der Westkarpatische Operation, Anfang/Mitte März an der Plattenseeoffensive und Ende des Monats an der Bratislava-Brno-Operation teil. Ab April war das Armeekorps der 1. Panzerarmee unterstellt. Röpke wurde im gleichen Monat verwundet, durch den stellvertretenden Kommandeur Generalleutnant Christian Philipp kurzzeitig vertreten und am 14. April 1945 mit dem Eichenlaub zum Ritterkreuz des Eisernen Kreuzes ausgezeichnet (830. Verleihung). Kurt Röpke ging in sowjetische Kriegsgefangenschaft und wurde daraus erst im Oktober 1955 entlassen.
Er war erst 1922 mit Hertha Henriette Lucie Klaue (* 1901 aus Goslar) und seit 1929 mit Elisabeth Lina Hedwig Marie von Roques (* 1901) verheiratet.